# Nor Chichas
Nor Chichas is een provincie in het departement Potosí in Bolivia.

## Geografie
De provincie ligt tussen 20° 01' en 21° 08' zuiderbreedte en tussen 65° 13' en 66° 17' westerlengte en heeft een oppervlakte van 8979 km², ongeveer driemaal de grootte van Drenthe.
De provincie wordt omringd door de provincies José María Linares (noorden), Antonio Quijarro (westen) en Sud Chichas (zuiden) en het departement Chuquisaca in het oosten. De provincie is 120 km van oost naar west en 140 km van noord naar zuid.

## Demografie
De bevolking van Nor Chichas is afgenomen van 38.250 in 1992 naar 35.323 in 2001, een afname van 17%. De hoofdstad van de provincie is Cotagaita.
99.5% van de bevolking spreekt Quechua, tegenover 69% die Spaans spreken. 92% van de bevolking heeft geen toegang tot elektriciteit, 87% leeft zonder sanitaire voorzieningen, 73% werkt in de landbouw, 4,5% in de mijnbouw. 4% in de industrie en 18,5% in dienstverlening. 79% van de bevolking is katholiek en 17% is evangelicaal. Vrouwen zijn in de meerderheid met 55%.

## Bestuurlijke indeling
Nor Chichas is verdeeld in twee gemeenten:
- Cotagaita
- Vitichi

Alonso de Ibáñez · 
Antonio Quijarro · 
Bernardino Bilbao · 
Charcas · 
Chayanta · 
Cornelio Saavedra · 
Daniel Campos · 
Enrique Baldivieso · 
José María Linares · 
Modesto Omiste · 
Nor Chichas · 
Nor Lípez · 
Rafael Bustillo · 
Sud Chichas · 
Sud Lípez · 
Tomás Frías